# Niu Lijie
Niu Lijie (en chinois : 牛丽杰) est une footballeuse internationale chinoise née le 12 avril 1969. Elle évolue au poste de défenseure durant sa carrière.

## Biographie

### En sélection
Lijie est sélectionnée avec l'équipe de Chine pour disputer les Jeux asiatiques de 1990 et de 1994 ; elle remporte la médaille d'or dans ces deux compétitions.
Elle participe ensuite à la Coupe du monde 1991. Elle dispute 4 rencontres durant le tournoi et la Chine échoue en quarts de finale.
Lors de la Coupe du monde 1995, elle joue deux rencontres dont la finale pour la troisième place contre les États-Unis.
Lors des Jeux olympiques en 1996, Lijie fait partie du groupe médaillé d'argent, elle ne dispute cependant aucun match durant le tournoi.